# المحقق كونان: خيال شارع بيكر
خيال شارع بيكر Detective Conan: The Phantom of Baker Street (名探偵コナン　ベイカー街（ストリート）の亡霊 ,Meitantei Konan Beikā Sutorīto no Bōrei?) هو الفيلم السادس للمحقق كونان، عُرض في 20 أبريل 2002 وهو فيلم كتبه هيساشي نوزاوا ، وتمت دبلجته للغة العربية من قبل مركز الزهرة تحت اسم لغز شارع بيكر وقد تم عرضه بالدبلجة العربية لأول مرة في مارس 2023 عبر منصة سبيستون غو.

## القصة
يدخل كونان والمتحرون الصغار في لعبة خيال علمي اسمها «كوكون أي الشرنقة», ولكن يحدث أمر غريب وهو سيطرة برمجية اسمها سفينة نوح (بالإنجليزية: Noah's Ark)‏ على نظام التحكم في اللعبة. يبدأ كونان وأصدقائه مغامرة داخل اللعبة في لندن القديمة ويحاولون البحث والقبض على شخصية جاك السفاح بمساعدة المتحري الشهير شارلوك هولمز (ما يميز اللعبة أنها تجمع بين شخصيات حقيقة مثل السفاح جاك وخيالية مثل شارلوك هولمز) إثر هذه المغامرة يكتشف أن رئيس شركة تقنية المعلومات التي برمجت الكوكون يكــون حفيد جاك السفاح! ينجح كونان في آخر اللعبة في إنقاذ أصدقائه من الموت ويتعرف على هيروكي سوادا المبرمج العبقري الذي أطلق برنامجه سفينة نوح إلى العالم الرقمي قبل أن ينتحر بثواني.
وقد قامت ران بالتضحية بحياتها لانقاذ كونان بعدما تذكرت جملة سينشي كودو وهي «إن كنت على ثقة بموتك. فسأقبل موتي بكل سعادة من أجل الجميع». وذلك في القطار داخل اللعبة الافتراضية واستطاع كونان بعد دلك أن ينجو من اصطدام القطار بالنهاية المسدودة في المحطة بفضل عربة المشروبات ودلك بعد تلميح الشخصية المساعدة التي اظهرتها سفينة نوا في الأخر.

## وصلات خارجية
- المحقق كونان: خيال شارع بيكر على موقع IMDb (الإنجليزية)
- المحقق كونان: خيال شارع بيكر على موقع نتفليكس (الإنجليزية)
- المحقق كونان: خيال شارع بيكر على موقع ألو سيني (الفرنسية)
- المحقق كونان: خيال شارع بيكر على موقع أول موفي (الإنجليزية)
- المحقق كونان: خيال شارع بيكر على موقع فيلمافينيتي (الإسبانية)
- المحقق كونان: خيال شارع بيكر على موقع قاعدة بيانات الفيلم (الإنجليزية)
- المحقق كونان: خيال شارع بيكر على موقع ليتربوكسد (الإنجليزية)
- المحقق كونان: خيال شارع بيكر على موقع كينوبويسك (الروسية)
- المحقق كونان: خيال شارع بيكر على موقع ANN anime (الإنجليزية)
- موقع أفلام المحقق كونان. (باليابانية).